# Mesoligia onychina
Mesoligia onychina là một loài bướm đêm trong họ Noctuidae.